# Antemna rapax
Antemna rapax (лат.) — вид насекомых из семейства настоящих богомолов (Mantidae), единственный в роде Antemna.

## Описание
На бёдрах передних ног четыре шипа на задневентральной поверхности. Расширение на дорсальной стороне бёдер передних ног резко сужается перед вершиной бедра. Передние крылья самок с пятном на границе дискоидальной и костальной областей.

## Распространение
Обитает в Южной и Центральной Америке в Коста-Рике, Панаме и Колумбии (Вичада).